# Il-6 (航空機)
Il-6
チャロムスキー ACh-30B 航空用ディーゼルエンジンを装着したIl-6
- 用途：長距離爆撃機
- 製造者：イリューシン設計局
- 初飛行：1943年8月7日
- 生産数：4機[1]
- 運用状況：試作のみ

イリューシン Il-6（Ilyushin Il-6）は、1942年中にイリューシン Il-4を基に開発されたソビエト連邦の長距離爆撃機である。元々はIl-4の代替となる高速爆撃機となることを目していたが、1942年12月に試作初号機の製作の始まる前に燃料消費率の低いチャロムスキー ACh-30 ディーゼルエンジンを搭載した超長距離爆撃機に再設計された。飛行試験で高荷重状態での着陸時の操縦性の問題、低温時のエンジン始動不良とスロットルに対する反応の鈍さが判明した。1944年にそれ以降の開発は破棄された。

## 開発
外観上はIl-4に似ていたがIl-6はより高速で、長く細長い胴体と全く新規のアスペクト比8の先細り形状の主翼を有していた。抗力を低減するためにエンジンナセルは流線形となり、速度増加を図るためにラジエーターを主翼内部に搭載して前縁の隙間から空気を取り込むようにしていた。防御兵装は格段に改善され、可動式の5門の20 mm (0.79 in)機関砲を機首、背面銃塔、胴体両側面、尾翼前方の胴体下面の張り出しに搭載していた。
Il-6は元々はIl-4の代替となる高速爆撃機となることを目していたが、1942年8月に初期設計が完了した段階でソ連空軍（VVS）はこの機体に高速度の替わりに長い航続距離を要求した。そこで原設計のシュベツォフ M-71 星型エンジンがチャロムスキー ACh-30 ディーゼルエンジンに換装された。このエンジンは特に適正重量で運用する場合にはIl-6に要求された航続距離を保証するものであった。再設計作業は1942年12月に完了し、試作機の製作が開始された。試作機の初飛行は1943年8月7日にイルクーツクで入手不能のACh-30BFの代わりに低出力のACh-30Bエンジンを搭載した状態で行われた。
試験飛行では取り扱いの難しさと予定したACh-30BFエンジンが入手不能なための出力不足が判明した。ACh-30BFが装着されるまで1944年5月から7月の期間は胴体側面の機関砲とその銃手を搭載しない状態で試験飛行が続けられた。改良が加えられたにもかかわらず相変わらず低速度域での貧弱な操縦性、重量過多と共に非常に劣悪な滑空性能は改善されていなかった。試験飛行におけるエンジン性能は満足すべきものであったが、低温環境での始動が非常に困難であることとスロットルの動きに対する反応が緩慢であることが分かった。更なる開発は放棄された。

## 派生型
- Il-6 – チャロムスキー ACh-30BF（M-30としても知られる）を装備した量産型を意図した型
- Il-6 – M-90エンジン装着の爆撃機 - M-90エンジンの搭載を計画された型。量産図面まで作成されたが、その後は不明。恐らく全ての労力はディーゼルエンジン搭載型に注がれた[4]。

## 要目

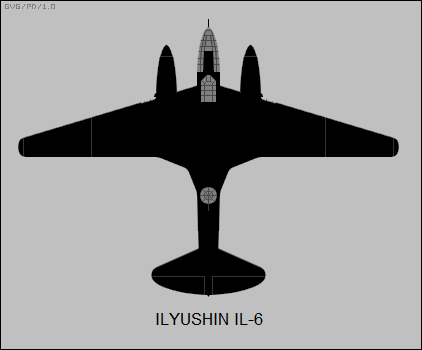
上面図

(Il-6) Gordon, OKB Ilyushin: A History of the Design Bureau and its Aircraft.
- 乗員：6名
- 全長：17.38 m (57 ft 0 in)
- 全幅：26.07 m (85 ft 6 in)
- 全高：
- 翼面積：84.8 m2 (912.9 ft2)
- 翼面荷重：
- 空虚重量：11,930 kg (26,301 lb)
- 運用重量：19,600 kg (43,220 lb)
- 馬力重量比：
- エンジン：2 × チャロムスキー ACh-30BF（M-30）、1,417 kW (1,900 hp)
- 最大速度：464 km/h (288 mph)
- 巡航高度：7,000 m (22,970 ft)
- 航続距離：5,450 km (3,387 miles)
- 上昇率：2.9 m/s (571 ft/min)

- 武装（試作機）：
  - 5 × 20 mm (0.79 in) シュピタリヌイ Sh-20 機関砲（背面銃塔、機首可動銃座、胴体側面、胴体下面）
  - 爆弾：2,500 kg (5,500 lb) （内部爆弾倉）
  - 爆弾：2 × 1,000 kg (2,200 lb) （外部爆弾架）又は2 × 1,000 kg (2,200 lb) 魚雷